# Ochsenmühle (Lauda-Königshofen)
Ochsenmühle, früher nur Mühle, ist eine ehemalige Mühle sowie ein heutiger Wohnplatz auf der Gemarkung des Lauda-Königshofener Stadtteils Königshofen im Main-Tauber-Kreis im fränkisch geprägten Nordosten Baden-Württembergs.

## Geographie
Ochsenmühle liegt am nordwestlichen Ortsrand von Königshofen. Unweit der ehemaligen Mühle zweigt ein Mühlkanal nach rechts von der Tauber ab und mündet nach dem Wohnplatz wieder von rechts in die Tauber. Dabei bilden Tauber und Mühlkanal eine Tauberinsel.

## Geschichte
Auf dem Messtischblatt Nr. 6424 „Königshofen“ von 1881 war vor Ort eine Mühle verzeichnet.
Der Wohnplatz kam als Teil der ehemals selbständigen Stadt Königshofen am 1. Januar 1975 zur Stadt Lauda-Königshofen, als sich die Stadt Lauda mit der Stadt Königshofen und der Gemeinde Unterbalbach im Rahmen der Gebietsreform in Baden-Württemberg vereinigte.

## Kulturdenkmale
Kulturdenkmale in der Nähe des Wohnplatzes sind in der Liste der Kulturdenkmale in Lauda-Königshofen verzeichnet.

## Verkehr
Der Ort ist über den Seilersweg und den Forellenweg zu erreichen. Der Seilersweg zweigt in Königshofen von der B 290 (Hauptstraße) ab.